# NGC 5260
NGC 5260 في الفهرس العام الجديد، هي مجرة، تقع في كوكبة الشجاع. اكتشفت في 6 أبريل 1885 بواسطة لويس سويفت.

## روابط خارجية
- NGC 5260 على موقع ويكي سكاي: DSS2, SDSS, GALEX, IRAS, Hydrogen α, X-Ray, Astrophoto, Sky Map, Articles and images